# Marina Abramović
Marina Abramović (AFI: [marǐːna abrǎːmovitɕ]; em sérvio: Марина Абрамовић; romaniz.: Marina Abramović; nascida em Belgrado, República Socialista da Sérvia, República Socialista Federativa da Iugoslávia, em 30 de novembro de 1946) é uma artista performática. Iniciou sua carreira no início da década de 1970 e manteve-se em atividade desde então. Seu trabalho explora os limites do corpo (body art), arte de resistência, as relações entre o artista e a plateia e as possibilidades da mente. Estando ativa há mais de quatro décadas, Abramović considera-se a “avó da arte da performance". Ela foi pioneira em uma nova noção de identidade artística ao trazer a participação de observadores, com foco em "confrontar a dor, o sangue e os limites físicos do corpo". Em 2007, fundou o Instituto Marina Abramović (MAI), uma fundação sem fins lucrativos para a arte performática.

## Biografia
Nascida na Iugoslávia, Abramovic teve uma infância bem difícil, com pouco afeto maternal, o que futuramente influenciaria suas obras. Nasceu durante um regime paternal do ditador Josip Broz, seus pais eram heróis comunistas de guerra (Segunda Guerra Mundial). Formada e pós-graduada em Belas Artes, suas performances começaram nos anos 70. Brincadeiras com facas;(Rhythm 10), deitar no meio de uma estrela de fogo (Rhythm 5), ficar sob efeito de drogas controladas (Rhythm 2), se colocar à disposição dos espectadores (Rhythm 0) — era assim que ela mostrava a relação humana consigo e com os outros.
Foi parceira profissional do artista Ulay, de 1976 até 1988, período em que mantiveram um relacionamento. Neste período de 12 anos realizaram diversas obras em conjunto. Eles se separaram em 1988, através de uma performance intitulada The Lovers. Partindo de lados opostos da Grande Muralha da China, eles caminharam um em direção ao outro e se despediram depois de se encontrarem no meio.

## Processo
Em 2015, seu ex-parceiro, Ulay, a processou, alegando que Abramović rompeu um contrato que eles assinaram em 1999, sobre trabalhos que eles fizeram em parceria. Após o rompimento da relação entre os dois, em 1988, acertaram uma divisão no lucros das obras, mas a divisão não teria sido respeitada por ela. Em 2016 saiu decisão do processo, onde Ulay ganhou a causa, e seria indenizado em U$ 250 mil.

## Exposição do MoMa

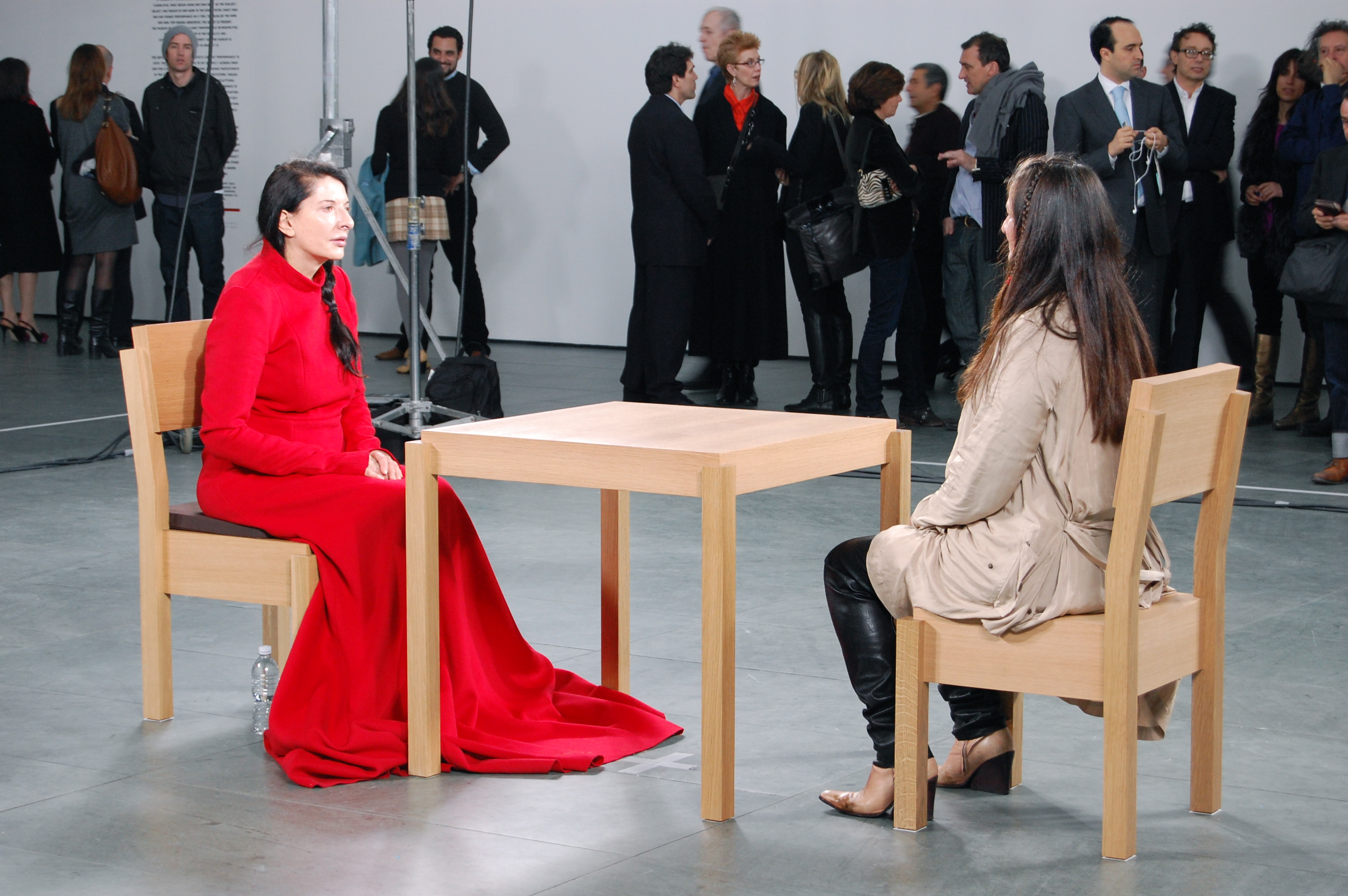
Marina Abramović durante performance The Artist is Present, em 2010 no MoMA

Em 2010 foi realizada uma exposição no Museu de Arte Moderna de Nova York (MoMA), que ocupou todos os seus seis andares com a retrospectiva da carreira da artista, abrangendo 50 trabalhos de 40 anos de carreira. Foi lá que sua apresentação mais marcante aconteceu: ela ficou durante os três meses de exposição disponível ao público — quem quisesse chegava e passava um minuto de silêncio sentado olhando para Marina (ela passou mais de 700 horas sentada numa cadeira sem se mexer) — intitulada “The Artist is Present” (“A artista está presente”). Nessa exposição, após anos sem se falarem, seu ex-marido Ulay sentou-se diante dela, e sem conversarem, se deram as mãos e choraram.

## Trabalhos de Marina Abramović
- Artist Body: Performances 1969-1998, (Charta, 1998).
- Public Body: Installations and Objects 1965-2001, (Charta, 2001)
- The House with the Ocean View, (Charta, 2004).
- The Biography of Biographies, (Charta, 2004).
- Balkan Epic, (Skira, 2006).
- Seven Easy Pieces, (Charta, 2007)
- A artista está presente. (encenada no Museu de Arte Moderna de Nova York em 2010)

## Críticas e estudos acadêmicos
- A Daneri, et al, (eds.), Marina Abramović, (Charta, 2002)
- Laurie Anderson, “Marina Abramović,” Bomb Summer 2003: 25-31.
- Jennifer Fisher, “Interperformance: The Live Tableaux of Suzanne Lacy, Janine Antoni, and Marina Abramović,” Art Journal 56 (1997): 28-33.
- Charles Green, “Doppelgangers and the Third Force: The Artistic Collaborations of Gilbert & George and Marina Abramović/Ulay,” Art Journal 59.2: 36-45.
- Shogo Hagiwara, “Art Hurts: Blood and Pain are Abramović’s Media,” The Daily Yomiuri 1 April 2004 p18.
- Janet Kaplan, “Deeper and Deeper: Interview with Marina Abramović,” Art Journal 58:2 (1999):6-19.
- Zoe Kosmidou, “A Conversation with Marina Abramović,” Sculpture Nov. 2001: 27-31.
- Tom Lubbock, “Visual Arts: Caught In the Act; It’s Video But Not As We Know It,” The Independent 2 September 2003.
- Thomas McEvilley, “Performing the Present Tense,” Art in America April 2003: 114-117; 153.
- Asami Nagai, “Art in Harmony with Nature,” The Daily Yomiuri 24 July 2003, p. 13.
- Anna Novakov, “Point of Access: Marina Abramović’s 1975 Performance Role Exchange,” Woman’s Art Journal Fall 2003/Winter 2004: 31-35.
- Jennifer Phipps, “Marina Abramović/Ulay/Ulay/Marina Abramović,” Art & Text 3 (1981).
- Theresa Smalec, “Not What It Seems: The Politics of Re-Performing Vito Acconci's Seedbed,” PMC: Postmodern Culture 17 2006
- “Writing Art,” Art Monthly 1999 230:13-17.